# دربي (شركة)

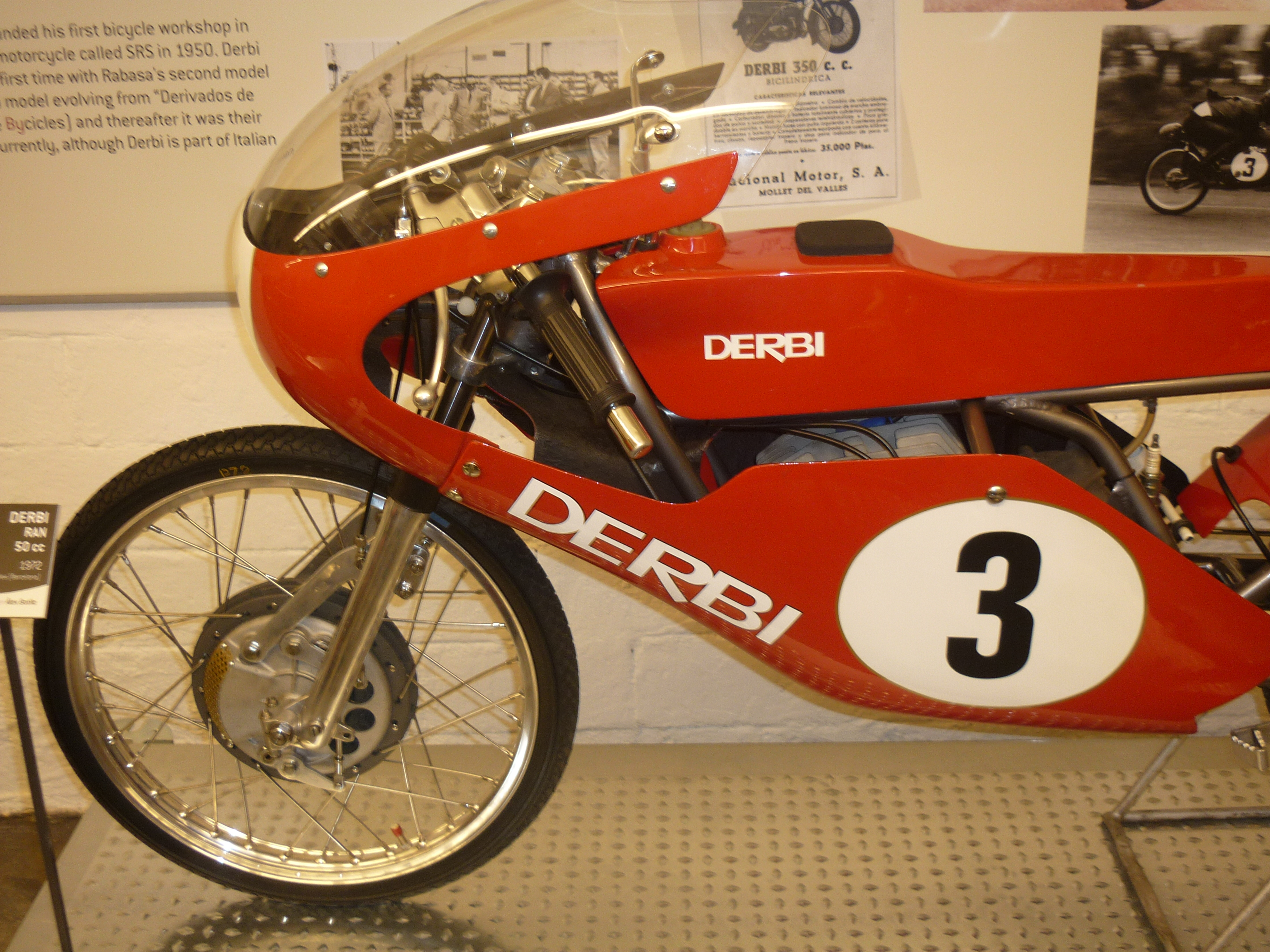
من منتجاتها

دربي هي شركة إسبانية مصنعة للدراجات النارية والسكوتر. تأسست في 1922. يقع مقرها في برشلونة. هي تابعة لبياجيو.

## المنتجات
- دربي فاريانت إس إل
- دربي فاريانت إس إل إي
- دربي آر دي 50

## وصلات خارجية
- الموقع الرسمي